# 大浪淀排水渠
大浪淀排水渠，是中华人民共和国河北省沧州市东部地区主要排水渠道，原起自大浪淀东侧，东行至海兴县小山乡曹庄子村附近入宣惠河，后经过两次扩大治理，形成现在的规模。现排水渠起自南皮县冯家口镇车官屯村以东，接一号干沟，承接宣惠河以北的沥水，向东流至大浪淀乡以南，沿大浪淀水库北侧绕行至水库东侧，承接水库尾水后折向东流，流经沧县刘家庙乡、孟村回族自治县牛进庄乡、高寨镇、黄骅市旧城镇才元村以南和海兴县北部地区，于海兴县小山乡东候村东北板堂河（半趟河）附近注入渤海。渠长86.8千米，排涝面积1263平方千米，设计流量143立方米每秒，年最大入海量3090万立方米（1996年）。